# La Esmeralda (ballet)
Pour les articles homonymes, voir Esmeralda.

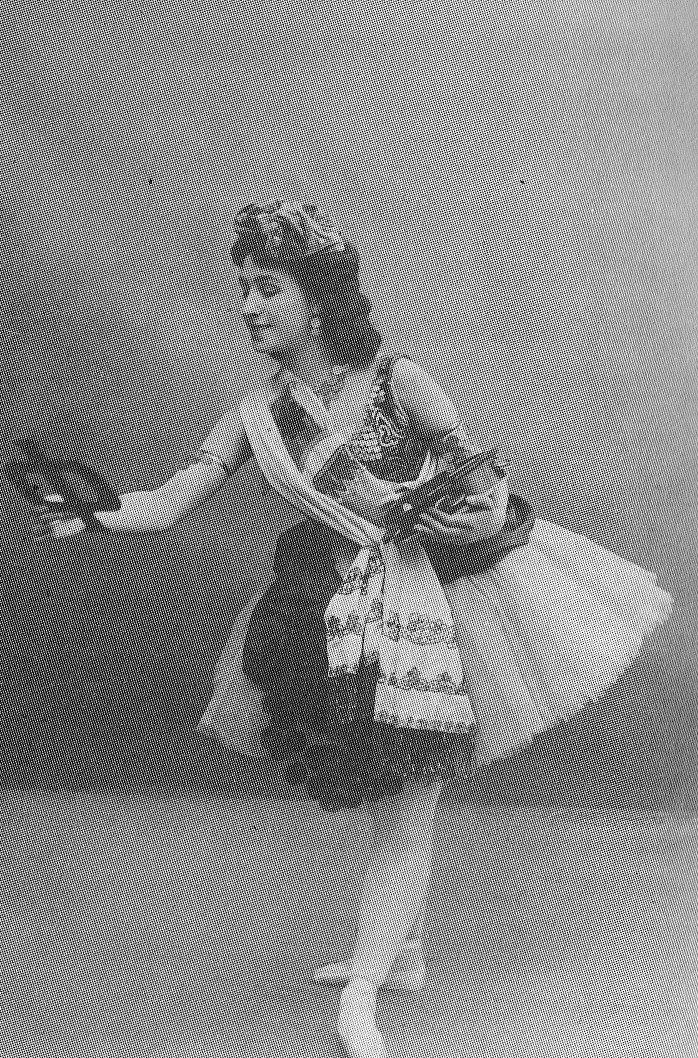
Mathilde Kschessinska dans le rôle principal (1899).

La Esmeralda est un ballet en 5 tableaux de Jules Perrot, sur une musique de Cesare Pugni, créé au Her Majesty's Theatre de Londres le 9 mars 1844. Pour le livret, Perrot s'est en partie inspiré de l'adaptation que Victor Hugo fit en 1836 de son roman Notre-Dame de Paris pour l'opéra de Louise Bertin intitulé La Esmeralda.
Les principaux interprètes sont Carlotta Grisi, Jules Perrot et Arthur Saint-Léon.

## Personnages
L'action se déroule à Paris à la fin du XVe siècle.
- La Esmeralda, jeune et jolie Gitane
- Pierre Gringoire, pauvre poète
- Phœbus de Châteaupers, capitaine de la garde
- Fleur-de-Lys, fiancée de Phébus
- Claude Frollo, archidiacre, amoureux en secret d'Esmeralda
- Quasimodo, sonneur de cloches bossu de Notre-Dame, protégé de Frollo.

## Reprises
Le ballet a été repris à la Scala de Milan la même année, mais avec Fanny Elssler.
Il est repris à Saint-Pétersbourg en 1849. Fanny Elssler était arrivée à Saint-Pétersbourg à la fin de l'année 1848 et désirait danser La Esmeralda devant le public russe. Jules Perrot et Cesare Pugni la rencontrèrent à Saint-Pétersbourg pour commencer à travailler avec elle et afin de répondre aux attentes du public pétersbourgeois de revisiter le ballet. Pugni modifia sa partition et en fit une œuvre en trois actes et cinq scènes. La première se déroula le 2 janvier 1849 au Théâtre Bolchoï Kamenny avec Fanny Elssler dans le rôle-titre, Frédéric Malavergne en Phœbus, Perrot en Gringoire, Tatiana Smirnova en Fleur-de-Lys et Nikolaï Holtz en Frollo. Ce fut un énorme succès, particulièrement pour Fanny Elssler à propos de laquelle Marius Petipa écrivit plus tard qu'elle avait été « absolument inimitable dans ce rôle » et que « toutes les autres Esmeralda que j'ai vues ensuite ne ressemblaient qu'à de pâles copies en comparaison. »
La Esmeralda est reprise à Moscou en 1850.

## Autres versions
- 1847 : celle d'Hippolyte Monplaisir à New York
- 1851 : celle de Roman Turczynowicz à Varsovie
- 1882 : celle de Gaetano Saracco à Gênes
- 1886 : celle de Marius Petipa à Saint-Pétersbourg: Marius Petipa chorégraphie une nouvelle version pour le ballet impérial en quatre actes et cinq scènes au Théâtre Mariinsky, le 17 décembre 1886, préparée pour Virginia Zucchi. La partition est revue avec des ajouts de Riccardo Drigo: la danse bohémienne du premier acte; le grand adage de la première scène du deuxième acte; la danse pour quatre danseuses et le grand coda pour le pas de six de la deuxième scène du deuxième acte pour la ballerine Claudina Cucchi (devenu fameux sous le nom de pas Cucchi sur une musique de Pugni de 1871); un pas de dix pour la ballerine Evguenia Sokolova (sur une musique de Iouli Gerber); en 1872 un pas de cinq pour Adèle Grantzow (sur une musique d'un compositeur inconnu) avait déjà été ajouté.
- Marius Petipa révise sa chorégraphie pour le ballet impérial du Théâtre Mariinsky le 21 novembre 1899, pour la Prima ballerina assoluta Mathilde Kschessinska. Il ajoute un nouveau pas d'action sur la musique de Drigo et Pugni devenu célèbre sous le nom de pas de deux d'Esmeralda.
- 1935 : celle d'Agrippina Vaganova au Théâtre Kirov de Léningrad: le ballet est révisé en trois actes pour Tatiana Vetcheslova. Vaganova y ajoute un nouveau pas d'action pour Galina Oulanova et le danseur Vakhtang Tchaboukiani, repris du pas de Diane (ou pas de Diane et d'Actéon) du Roi Candaule, sur une musique de Pugni et Drigo.
- 2009 : celle de Iouri Bourlaka à Moscou, pour le Ballet du Bolchoï